# Кайлунго
Кайлунго (італ. Cailungo) — село (італ. curazia) у державі Сан-Марино. Територіально належить до муніципалітету Борго-Маджоре.
Село розташоване у північній частині муніципалітету, на висоті 350–370 метрів над рівнем моря. Через Кайлунго проходить автомагістраль via Ca' dei Lunghi. Розділене на Верхнє Кайлунго (італ. Cailungo di Sopra) та Нижнє Кайлунго (італ. Cailungo di Sotto).
У Кайлунго знаходиться Державний шпиталь Сан-Марино (італ. Ospedale di Stato di San Marino) та Державне агентство з обслуговування населення (італ. Azienda Autonoma di Stato per i Servizi Pubblici).
Місцева футбольна команда — Кайлунго.